# 24 Dywizja Piechoty (II RP)

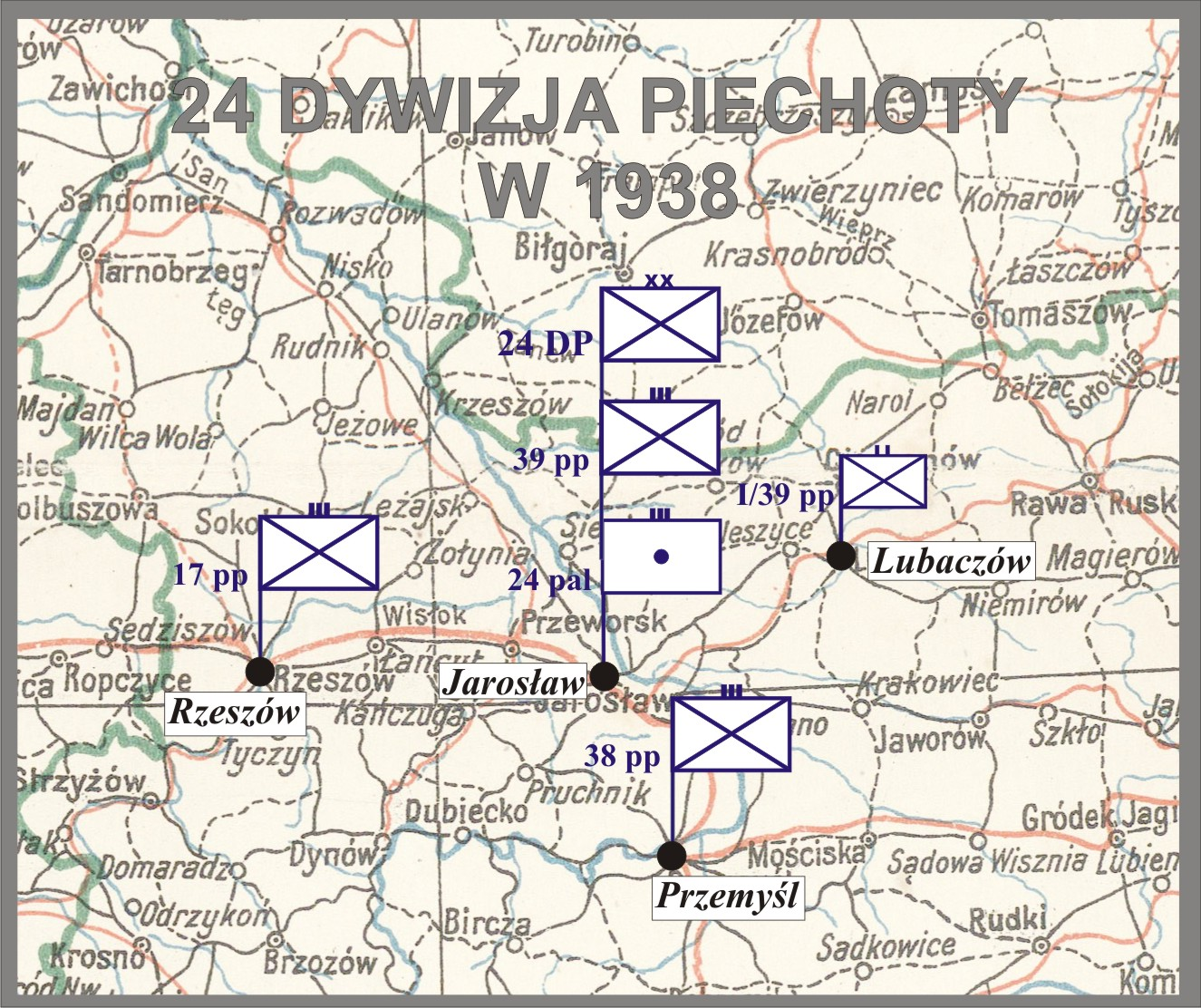
24 DP w 1938

24 Dywizja Piechoty (24 DP) – wielka jednostka piechoty Wojska Polskiego II RP.
Dywizja została sformowana w 1921. Stacjonowała na terenie Okręgu Korpusu Nr X. Dowództwo dywizji mieściło się przy ul. Jezuickiej 1 w Jarosławiu. W jej skład w 1923 wchodziły: 17 pp, 38 pp i 39 pułk piechoty.

W czasie kampanii wrześniowej dywizja walczyła w składzie Armii „Karpaty”. Wyładowana w toku działań pod Tarnowem, prowadziła czynną obronę. W czasie odwrotu na szlaku Pilzno–Strzyżów poniosła duże straty między innymi pod Birczą. Brała udział w bojach pod Janowem i nad Wereszycą. Ostatecznie rozbita pod Rzęsną Ruską. Jeden z jej batalionów przedostał się do Lwowa.

## Dywizja w okresie pokoju

### Organizacja pokojowa 24 DP w latach 1937–1939
- dowództwo 24 Dywizji Piechoty w Jarosławiu
- 17 pułk piechoty w Rzeszowie
- 38 pułk piechoty Strzelców Lwowskich w Przemyślu
- 39 pułk piechoty Strzelców Lwowskich w Jarosławiu (I baon w Lubaczowie)
- 24 pułk artylerii lekkiej im. Króla Jana III Sobieskiego w Jarosławiu
- kompania łączności 24 DP w Jarosławiu
- Komenda Rejonu Przysposobienia Wojskowego Konnego 24 DP w Jarosławiu

Dowództwo dywizji stacjonowało w Jarosławiu.

### Obsada personalna w marcu 1939 roku
Ostatnia „pokojowa” obsada personalna dowództwa dywizji:
| Stanowisko                  | Stopień, imię i nazwisko                 |
| --------------------------- | ---------------------------------------- |
| dowódca dywizji             | płk dypl. piech. Bolesław Krzyżanowski   |
| dowódca piechoty dywizyjnej | płk piech. Bolesław Schwarzenberg-Czerny |
| szef sztabu                 | ppłk dypl. art. Jan Axentowicz           |
| I oficer sztabu             | kpt. dypl. piech. Jan Lenkiewicz         |
| II oficer sztabu            | kpt. adm. (art.) Eugeniusz Niemczycki    |
| komendant rejonu PW konnego | mjr kaw. Tadeusz Klepacki                |
| dowódca łączności           | mjr łączn. Kazimierz Hojarski            |
| oficer taborowy             | kpt. tab. Kazimierz Krzysztof Wierzejski |
| oficer intendentury         | kpt. int. Władysław Kazimierz Wołowicz   |

## Dywizja w kampanii wrześniowej 1939 roku

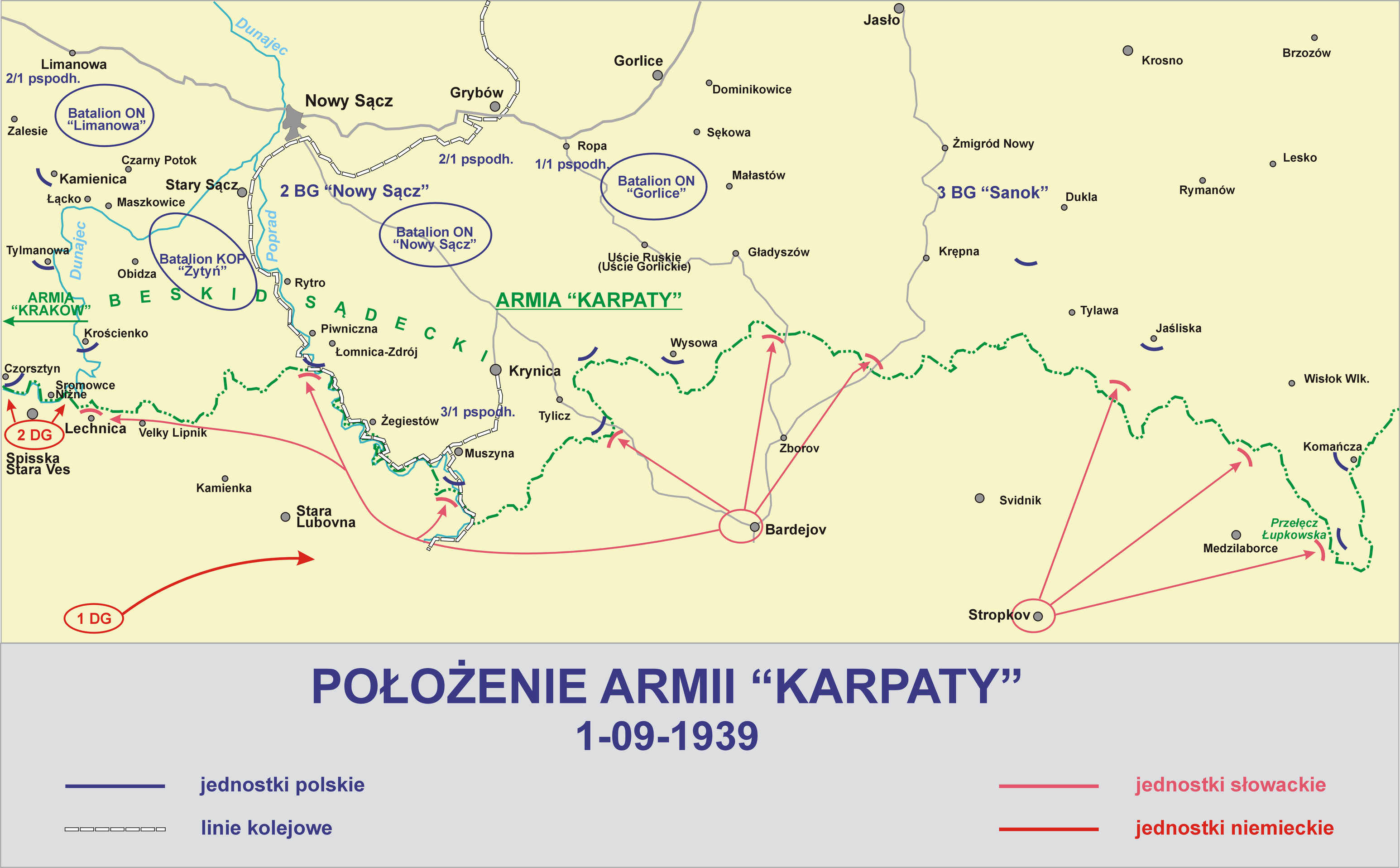
Dywizja walczyła w składzie armii od 6 września 1939

24 Dywizja Piechoty pod dowództwem płk dypl. Bolesława Marii Krzyżanowskiego w początkowym okresie wojny pozostawała w odwodzie Naczelnego Wodza. 3 września przydzielono ją do odwodu południowego „Tarnów” Armii „Karpaty” (GO „Jasło”) i skierowano do rejonów wyładowczych w Tarnowie i Dębicy. Miała obsadzić linię Pilzno – Szynwałd – Tuchów. 6 września dywizja jeszcze koncentrowała się w rejonie Tarnowa. Za zadanie miała obronę dolnego Dunajca po Zakliczyn w celu utworzenia drugiej linii obronnej na zapleczu wycofującej się Armii „Kraków”. Od samego rana 6 września dywizja prowadziła ciężkie walki, odrzucając natarcie niemieckiej 4 Dywizji Lekkiej pod Wróblowicami. Pod wieczór do dywizji dotarł rozkaz dowódcy Armii gen. Kazimierza Fabrycego odwrotu nad odległą o 40 km Wisłokę, osłaniając główny szlak komunikacyjny na Lwów, który był osią działania niemieckich wojsk XXII Korpusu gen. Ewalda-Henryka von Kleist-Schmenzina. Rozkaz ten wykonano nie dbając o losy odsłanianego w ten sposób prawego skrzydła (zajmowanego przez GO Boruta), które nawet nie zostało powiadomione o tak brzemiennej w konsekwencje decyzji Dowództwa Armii. Do świtu 7 września trwało zbieranie pułków, a wymarsz nastąpił w biały dzień. W kilka godzin później maszerujące pułki zostały zaskoczone pod Tuchowem przez niemiecką 4 DLek., która rozbiła lub rozproszyła trzy bataliony piechoty z 17 i 38 pułków piechoty. Dowódca 24 DP z tego powodu popadł w stan całkowitej depresji i utracił zdolność efektywnego dowodzenia oddziałami. W rezultacie zrezygnował z dowodzenia, tłumacząc się złym stanem zdrowia i oddał je w ręce dowódcy piechoty dywizyjnej płk. Bolesława Schwarzenberg-Czernego. 8 września dywizja zamiast bronić Wisłoka rozpoczęła odwrót za San, kierując się na Frysztak i Strzyżów. 9 września za samowolną zmianę rozkazów płk B. Krzyżanowski i jego szef sztabu zostali odsunięci od dowodzenia przez dowódcę Armii.
W dniach 11–12 września dywizja toczyła ciężkie walki z niemiecką 2 DGór. w rejonie Birczy koło Przemyśla. Pomimo braku wsparcia ze strony sąsiedniej 11 DP kilkakrotnie kontratakowała, ponosząc duże straty. Pod wieczór Niemcy przełamali jej pozycje obronne, zmuszając ją do odwrotu na linię Olszany – Rokszyce. Sam przeciwnik ocenił walki z dywizją jako ciężkie, a swoją relację zakończył słowami „na szczęście w nocy stojąca przed nami dywizja polska wycofała się w kierunku Przemyśla”. Rezultatem było jednak odsłonięcie południowego skrzydła obrony Przemyśla. 14 września o świcie dywizja stanęła w rejonie Tyszkowic. 24 DP działała wówczas w ramach zgrupowania wojsk dowodzonych przez gen. Kazimierza Sosnkowskiego przebijającego się do Lwowa (GO „Południowa” gen. Kazimierza Łukoskiego). Tego samego dnia została silnie zaatakowana przez niemiecką 2. DGór. w rejonie: Tyszkowice – Boratycze – Chodorowice, Popowice i w Lesie Miżynieckim. Odpierając atak, w trakcie walk w lesie pod Boratyczami 155 pp odciął III batalion od reszty sił 137 psgór. i zniszczył go. Tego dnia 2. DGór. poniosła najcięższe straty w kampanii. Pod wieczór 24. DP przerwała zwycięską walkę z Niemcami i z rozkazu generała Sosnkowskiego odeszła lasami na wschód. O świcie 15 września dywizja znalazła się za Mościskami. Wobec trudności w przebiciu się przez Wereszycę i marszu na Lwów przez Gródek Jagielloński, 15 września generał Sosnkowski podjął decyzję zmiany kierunku działań na północno-wschodni i postanowił najpierw przebić się do Lasów Janowskich a dopiero później na Lwów. Rozpoczęto odwrót na Lwów przez Lasy Janowskie, podczas którego 24 DP podążała w drugim rzucie GO.
17 września dywizja koncentrowała się w Janowie. Liczyła jeszcze wtedy – po wcieleniu w poprzednich dniach licznych uzupełnień – prawdopodobnie nie mniej niż 10 – 12 tysięcy żołnierzy i oficerów oraz 19 dział lekkich i 3 ciężkie (nie licząc artylerii piechoty). O godzinie 16:00 tego dnia gen. Sosnkowski podjął decyzję o przebijaniu się do Lwowa w dwóch kolumnach: 24 DP do Kleparowa, a 11 KDP do Hołoska. 38 DP znalazła się w drugim rzucie i miała osłaniać pierwszorzutowe dywizje od zachodu. Pierwsze grupy żołnierzy z GO „Południe” przedarły się do Lwowa pod osłoną ciemności w nocy z 17 na 18 września. Żołnierze ci przekazali gen. Langnerowi informacje o trudnym położeniu zgrupowania gen. Sosnkowskiego. W wyniku tego Langner zrozumiał, że przedwczesne odesłanie 10 BK zgodnie z wytycznymi NW do stopniowego wycofywania oddziałów za Dniestr a następnie w kierunku granicy węgierskiej, wydanymi 17 września z powodu agresji sowieckiej, było błędem. Tymczasem dowódca niemieckiego XVIII Korpusu Armijnego, generał Eugen Beyer, po otrzymaniu wiadomości, że grupa gen. Sosnkowskiego zbliża się do Lwowa, przegrupował siły i wzmocnił 1. DGór. Przekazał jej dwa bataliony z 2. DGór., do Rzęsny Ruskiej skierował 15 pułk czołgów z 5. Dywizji Pancernej (był to na tym etapie kampanii jej jedyny pułk czołgów), a 2. DGór. nakazał podjąć natarcie mające na celu otoczenie Lwowa od wschodu. Na północ od Lwowa 44. DP z częścią sił 2. Dpanc. korzystając z wycofania się 10 BK oraz Grupy „Żółkiew” z bitwy lwowskiej z powodu agresji sowieckiej, zamknęła drogi prowadzące ze Lwowa do Żółkwi, a 45. DP dotarła do Niemirowa. Polska 24. DP po nocnym marszu 18 września dotarła do wsi Kozice i po jej zdobyciu ruszyła na Rzęsnę Ruską. Ciężkie walki w tym rejonie trwały do późnego wieczora. W ich wyniku natarcie zostało zatrzymane i dywizja poszła w rozsypkę.
18 września, pod wpływem otrzymanej informacji o agresji sowieckiej na Polskę i zgodnie z ostatnim rozkazem Naczelnego Wodza, generał Sosnkowski podjął decyzję o zaniechaniu marszu na Lwów, rozwiązaniu zgrupowania i przebijaniu się małymi grupami na Węgry. Tego dnia o godz. 16.00 w Żorniskach odbyła się odprawa dowódców 24 DP i 38 DPrez. (o 11 KDP było brak wieści), podczas której gen. Sosnkowski nakazał nocny przemarsz w rejon Brzuchowic, zniszczyć samochody i sprzęt artyleryjski oraz zredukować tabory. Rozpuszczono również z oddziałów tych żołnierzy, którzy nie mieli zamiaru przebijać się za granicę, ani też pozostać w szeregach. W tym czasie trwał zażarty bój 24 DP z niemiecką 5 DPanc. o Rzęsnę Ruską. Wobec nowych rozkazów wieczorem zaczęto wycofywać oddziały z walki oraz niszczyć ciężki sprzęt. W wyniku walk o Rzęsnę Ruską w dwóch batalionach 39 pp pozostało około 200 „bagnetów” (z 800, którzy byli w nich rankiem 17 września, do tego należy doliczyć kompanie km i plutony specjalne oraz tabor pułkowy) i 2 niepełne kompanie ckm. W I batalionie 17 pp pozostało 4 oficerów i 10 szeregowych, 1 biedka z ckm oraz 1 wóz taborowy. Około 21.00 oddziały 24 DP ruszyły do Brzuchowic. Jednak 24 kompania telegraficzna dostała się w Jaśniskach do niewoli, z której odbiły ją pododdziały 38 DPrez wycofujące się z Janowa. Osłaniający odwrót oddział zbiorczy 1 pspodh nie dołączył do dywizji, gdyż jego oficerowie uznali walkę za bezcelową i skapitulowali rano 19 września. W chwili kapitulacji w oddziale zbiorczym 1 pspodh pozostało 9 oficerów i 98 szeregowców, 1 moździerz, 3 ckm i 2 działka ppanc. Dzięki przebiciu się do Brzuchowic 11 KDP (gen. Sosnkowski był przekonany, że została ona rozbita) powstała nowa sytuacja. Gen. Sosnkowski odwołał zarządzenie o zniszczeniu ciężkiego sprzętu. Oddziały zgrupowania ponownie miały nacierać na Lwów, tym razem wzdłuż szosy na Hołosko Wielkie. O miejscu postoju generała Sosnkowskiego w Brzuchowicach oraz o tym, że jego oddziały podejmują próby przebicia się do Lwowa wiedział gen. Langner. Skierował tam dwa szwadrony, które nawiązały kontakt z nim kontakt i powiadomiły go, że załoga Lwowa dla ułatwienia mu przebicia się wykona natarcie na Hołosko. Natarcie od strony Lwowa miały wykonać dwa bataliony z 206 pp 35 DP płk. dypl. Jarosława Szafrana wzdłuż drogi prowadzącej do Brzuchowic, oraz dwa bataliony z 207 pp tej dywizji na wzgórze 324 przy współdziałaniu z prawym skrzydłem 1 pp nacierającego znad Pełtwi. Natarciem wojsk gen. Sosnkowskiego miał dowodzić miał płk dypl. Prugar-Ketling, prowadząc w pierwszym rzucie swoją dywizję. Oddziały 24 DP posuwać się miały w drugim rzucie ponieważ osiągnęły Brzuchowice dopiero około południa 19 września. Na miejscu rozpoczęła się reorganizacja 24 DP. Powstały 2 niepełne bataliony po 200–300 bagnetów. Jeden sformowany został z resztek 38 pp i 39 pp (d-ca mjr Böhm), drugi (d-ca mjr Henryk Dyduch) stanowiły resztki II batalionu 1 pspodh kpt. Dietricha (nie walczące w składzie macierzystego pułku), improwizowanych batalionów obrony Przemyśla i resztek pozostałych oddziałów.
Pierwsza ok. godziny 16.00 otwarła ogień artyleria 11 KDP wzdłuż drogi Brzuchowice – Hołosko. W tym samym czasie rozpoczęło się natarcie oddziałów 35 DP od strony Lwowa. Początkowo rozwijało się ono pomyślnie – zajęto Zamarstynów i Hołosko Małe oraz część Hołoska Wielkiego. Ostatecznie jednak utknęło. Natarcie od strony Brzuchowic rozpoczęło się o godz. 18.00 i odniosło częściowe powodzenie. Doszło w jego trakcie do zaciętych walk wręcz. Drugie, nocne natarcie rozpoczęło się o godz. 24.00 i prowadziły je 2 bataliony zbiorcze 24 DP: batalion mjra Böhma posuwał się grzbietem po lewej stronie szosy na Zamarstynów, batalion mjra Dydycha wraz z resztkami baonu ppłka Głowackiego nacierał wzgórzami po prawej stronie szosy oraz szosą w kierunku Kleparowa. Batalion mjra Böhma obszedł silnie bronione zabudowania sanatorium i wdarł się głęboko w ugrupowanie „Schöerner”. Doszedł pod sam Lwów, jednak zmuszony został do wycofania się. Tylko nieliczni przedostali się do Lwowa. Prawoskrzydłowy batalion mjra Henryka Dyducha po ciężkich walkach przedarł się do Kleparowa. Pozostało z niego niewiele ponad 100 żołnierzy. Jedynym zwartym oddziałem, który przebił się do Lwowa była kompania kpt. Dietricha. Brała ona udział w obronie Lwowa aż do zakończenia walk o miasto 22 września. Ostatnim zwartym pododdziałem 24 DP pozostały resztki batalionu zbiorowego mjra Böhma w sile 30 bagnetów, który wraz z resztką I i III batalionu 98 pp przeszedł 20 września o godz. 4.00 do trzeciego natarcia. Nie uzyskało ono powodzenia, jak również 2 następne. Około godz. 18.00 gen. Sosnkowski podjął ostatnią próbę przebicia się do Lwowa. W tym samym momencie pod Zboiskami i Winnikami pojawiły się sowieckie czołgi. Lwów był od tego momentu całkowicie okrążony. Przebijające się do miasta oddziały Sosnkowskiego w walce na bagnety zbliżyły się do centralnego punktu oporu – sanatorium w Hołosku Wielkim. Natarcie pozbawione wsparcia artylerii ostatecznie o zmierzchu upadło. Wieczorem, na naradzie wyższych dowódców gen. Sosnkowski podjął decyzję zniszczenia pozostałego ciężkiego sprzętu oraz rozwiązania pozostałych oddziałów. 24 Jarosławska Dywizja Piechoty jako zorganizowana jednostka WP przestała istnieć. Pod Lwowem cały czas jednak znajdowali się jej żołnierze. Po rozwiązaniu dywizji generał Sosnkowski dał wolną rękę swoim oficerom i żołnierzom. Sam natomiast – wraz z grupą ok. 300 ochotników uzbrojoną tylko w broń lekką – wyruszył do Dublan, w celu obejścia stanowisk niemieckich i przedostania się do Lwowa od wschodu. Tego samego dnia wojska niemieckie otrzymały rozkaz pozostawienia Lwowa Armii Czerwonej. Przed południem 21 września 1. Dywizja Górska oraz oddziały XVIII Korpusu Armijnego generała Beyera kontynuowała odwrót spod Lwowa w kierunku Sanu. Były podczas tego odwrotu stopniowo luzowane przez oddziały sowieckie. Sowieci szybko rozszerzali pierścień okrążenia w jakim zamknęli Lwów na wojska walczące na północ, zachód i południe od miasta – w tym pozostałości oddziałów gen. Sosnkowskiego. Po południu 21 września silne jednostki sowieckie podeszły do wysuniętych polskich stanowisk na wschód od Lwowa. Generał Langner rozkazał otworzyć ogień. Po godzinie walki Sowieci cofnęli się. Jednakże gen. Langner spotkał się z komisarzem politycznym, pułkownikiem Makarowem, w pobliżu Lesienic, gdzie wynegocjowano zawieszenie broni. W tym samym czasie rozproszone resztki oddziałów generała Sosnkowskiego były już całkowicie okrążone przez wojska sowieckie. W wielu miejscach doszło do wymiany ognia i drobnych walk. Z powodu beznadziejnej sytuacji i informacji o zawieszeniu broni we Lwowie, okrążone grupy polskich żołnierzy składają wieczorem 21 września broń pod Laszkami Murowanymi. W nocy z 20 na 21 września, błądząc w ciemnościach, grupa ochotników generała Sosnkowskiego stopniała do ok. 100 ludzi. Wczesnym rankiem 22 dotarli oni do Dublan. Kolumna nie czekając na generała ruszyła w dalszą drogę aby przebić się do Lwowa od strony wschodniej i ok. godz. 5.00 natknęła się na kawalerię sowiecką po czym złożyła broń. Jednakże wiele grup z rozwiązanych polskich oddziałów zamiast kapitulować zdecydowało się przebijać do granicy węgierskiej. Większość z nich wpadła po drodze w ręce Sowietów, ale części udało się dotrzeć aż do granicy – między nimi gen. Sosnkowskiemu oraz dowódcy 11 KDP – płk. Prugar-Ketlingowi, a także żołnierzom i oficerom 24 DP.

## Organizacja wojenna 24 DP we wrześniu 1939 roku
Poniżej przedstawiona została organizacja wojenna 24 DP zgodnie z założeniami planu mobilizacyjnego „W” oraz obsada personalna dowództwa dywizji i podporządkowanych mu jednostek. W nawiasach podano nazwy lub skróty nazw jednostek mobilizujących.
24 DP została zmobilizowana w I rzucie mobilizacji powszechnej. Mobilizacja została rozpoczęta 31 sierpnia 1939 roku.
Według Rajmunda Szubańskiego 24 DP, zgodnie z założeniami planu operacyjnego „Wschód”, w przypadku konfliktu zbrojnego z ZSRR miała stanowić II rzut Armii „Podole”. Wiosną 1939 roku przystąpiono do opracowania planu operacyjnego „Zachód”. Pierwotnie założono, że w wypadku wojny z III Rzeszą, 24 DP wejdzie w skład Armii „Łódź”. Latem 1939 roku przewidziano, że 24 DP wejdzie w skład Grupy Odwodów Naczelnego Wodza „Kutno”. 2 września 1939 roku marszałek Edward Śmigły-Rydz zmienił zadanie dywizji i zadecydował o jej skierowaniu w rejon Dębicy, do swojego odwodu, w zamian za 22 DPG, która została oddana Armii „Kraków”. 3 września 1939 roku Naczelny Wódz podporządkował 24 DP dowódcy Armii „Karpaty”.
- Kwatera Główna 24 Dywizji Piechoty
- 17 pułk piechoty
- 38 pułk piechoty Strzelców Lwowskich
- 39 pułk piechoty Strzelców Lwowskich
- 24 pułk artylerii lekkiej
- 24 dywizjon artylerii ciężkiej
- 24 batalion saperów
- 24 bateria artylerii przeciwlotniczej motorowa typ A (5 daplot) – kpt. Józef Jan Kopeć
- szwadron kawalerii dywizyjnej nr 24 (KR PWK 24 DP) – mjr kaw. Tadeusz Klepacki
- kompania kolarzy nr 103 (38 pp)
- samodzielna kompania karabinów maszynowych i broni towarzyszącej nr 103 (39 pp)
- kompania telefoniczna 24 DP (kł 24 DP) – kpt. Bronisław Kazimierz Nanowski
- pluton radio 24 DP (kł 24 DP)
- pluton łączności KG 24 DP (kł 24 DP)
- drużyna parkowa łączności 24 DP (kł 24 DP)
- pluton pieszy żandarmerii nr 24 (pl żand. Jarosław) – ppor. rez. Tadeusz Dziurzyński
- kompania asystencyjna nr 198 (39 pp)
- kompania gospodarcza (dctwo 24 DP)
- samodzielny patrol meteorologiczny nr 24 (24 pal)
- poczta polowa nr 36 (Urząd Pocztowo-Telegraficzny w Przemyślu)
- sąd polowy nr 24 (dctwo 24 DP)
- park intendentury typ I nr 13 (39 pp)
- pluton parkowy uzbrojenia nr 13 (Składnica Uzbrojenia nr 10)
- kompania sanitarna nr 13 (10 Szp. Okr.) – mjr lek. dr Roman Szweryn
- szpital polowy nr 13 (10 Szp. Okr.) – mjr lek. Konstanty Jamiołkowski
- polowa kolumna dezynfekcyjno-kąpielowa nr 13 (10 Szp. Okr.)
- polowa pracownia bakteriologiczno-chemiczna nr 13 (10 Szp. Okr.)
- polowa pracownia dentystyczna nr 13 (10 Szp. Okr.)
- dowództwo grupy marszowej służb typ II nr 17 (10 dtab)
- dowództwo grupy marszowej służb typ II nr 18 (10 dtab)
- kolumna taborowa parokonna nr 17 (17 pp)
- kolumna taborowa parokonna nr 18 (39 pp)
- kolumna taborowa parokonna nr 19 (39 pp)
- kolumna taborowa parokonna nr 20 (24 pal)
- kolumna taborowa parokonna nr 21 (10 dtab)
- kolumna taborowa parokonna nr 22 (10 dtab)
- kolumna taborowa parokonna nr 23 (10 dtab)
- kolumna taborowa parokonna nr 24 (10 dtab)
- warsztat taborowy (parokonny) nr 17 (24 pal)
- pluton taborowy nr 24 (10 pac)

Na tzw. obszarze krajowym pozostały jednostki podporządkowane dowódcy OK X. Oddziały te nie wchodziły w skład dywizji.
- Ośrodek Zapasowy 24 DP w Przemyślu
  - dowódca – ppłk Jan Matuszek
  - zastępca – ppłk Tworzydło
- batalion marszowy 17 pułk piechoty – ?
- batalion marszowy 38 pułk piechoty Strzelców Lwowskich – kpt. Roman Homan
- batalion marszowy 39 pułk piechoty Strzelców Lwowskich – mjr Henryk Dyduch
- bateria marszowa 24 pułku artylerii lekkiej
- uzupełnienie marszowe kompanii kolarzy nr 103
- uzupełnienie marszowe samodzielnej kompanii karabinów maszynowych i broni towarzyszącej nr 103

## Obsada personalna dowództwa dywizji
Dowódcy dywizji
- gen. bryg. Franciszek Daniel Paulik (IX 1921 – 30 VII 1924)
- gen. bryg. Jan Hempel (1 X 1924 – 28 V 1926 → dyspozycja MSWojsk.)
- gen. bryg. Wacław Scaevola-Wieczorkiewicz (28 V 1926 – X 1935)
- gen. bryg. Michał Pakosz (X 1935 – 15 III 1938)
- płk dypl. Bolesław Maria Krzyżanowski (25 X 1938 – 9 IX 1939)
- płk piech. Bolesław Schwarzenberg-Czerny (od 9 IX 1939)

Dowódcy piechoty dywizyjnej
- płk SG Jan Hempel (28 VII 1923 – 1 X 1924 → dowódca 24 DP)
- płk SG Kazimierz Rylski (1 X 1924 – 1 VIII 1925 → dyspozycja dowódcy OK X)
- płk piech. Jan Stanisław Słupski (1 VIII 1925 – 1926 → stan spoczynku)
- płk dypl. Gustaw Paszkiewicz (X 1926 – X 1935)
- płk piech. Leon Grot (1935 – 1938)
- płk piech. Bolesław Schwarzenberg-Czerny (do 9 IX 1939)
- płk dypl. Alfred Krajewski (od 10 IX 1939 ← dowódca 1 pspodh.)

Szefowie sztabu
- kpt. SG Adam Werschner (do 8 X 1921 → szef sztabu 13 DP[10])
- ppłk SG Eugeniusz Kunisch (8 X 1921[10] – 1923 → szef wydziału w Oddziale I SG)
- mjr SG Tadeusz Sheybal (1923)
- mjr SG Alfred Fleszar (1924 – 31 X 1927 → Oddział I SG)
- mjr dypl. Jerzy Orski (31 X 1927 – XII 1929 → skład osobowy II zastępcy szefa SG)
- mjr dypl. art. Władysław Gotfryd Łoś (XII 1929[11] – X 1931 → 24 pap[12])
- mjr dypl. piech. Karol Jeżowski (X 1931 – X 1932 → DOK X)
- mjr dypl. piech. Tadeusz Bandrowski (X 1932[13] – X 1935 → DOK III)
- ppłk dypl. art. Jan Axentowicz (do 9 IX 1939)

## Obsada personalna KG 24 DP we wrześniu 1939 roku
- dowódca dywizji – płk dypl. piech. Bolesław Krzyżanowski (do 9 IX 1939)
- dowódca piechoty dywizyjnej – płk piech. Bolesław Schwarzenberg-Czerny (od 9 IX 1939 dca dywizji)
- dowódca piechoty dywizyjnej – płk dypl. Alfred Krajewski (od 10 IX 1939)
- oficer sztabu dowódcy piechoty dywizyjnej – mjr piech. Antoni Fleszar
- dowódca artylerii dywizyjnej – ppłk art. Władysław Kaliszek
- oficer sztabu dowódcy artylerii dywizyjnej – kpt. dypl. art. Julian Antoni Tokarz †1940 Charków[14]
- dowódca saperów – mjr Stefan Piętka[b]
- dowódca kawalerii dywizyjnej – mjr kaw. Tadeusz Klepacki
- szef służby duszpasterskiej – st. kapelan Jan Leon Ziółkowski
- szef sztabu – ppłk dypl. art. Jan Axentowicz (do 9 IX 1939), mjr dypl. Edmund Różycki (od 9 IX 1939)
- oficer operacyjny – kpt. dypl. Marian Sokołowski
- dowódca łączności – kpt. Leonard Dobrzański
- kwatermistrz – kpt. dypl. piech. Jan Lenkiewicz
- szef sanitarny – mjr dr Józef Sławik

### Żołnierze Dywizji (w tym OZ) – ofiary zbrodni katyńskiej
Biogramy zamordowanych znajdują się na stronie internetowej Muzeum Katyńskiego
| Nazwisko i imię               | stopień               | zawód                | miejsce pracy przed mobilizacją | zamordowany |
| ----------------------------- | --------------------- | -------------------- | ------------------------------- | ----------- |
| Ziółkowski Jan Leon           | starszy kapelan       | ksiądz               |                                 | Katyń       |
| Ostrowski Marian              | kapitan               | oficer służby stałej |                                 | Charków     |
| Kadlec Marian                 | podporucznik          | oficer służby stałej |                                 | Charków     |
| Fleszar Antoni                | major                 | oficer służby stałej |                                 | Charków     |
| Kaliszek Władysław            | podpułkownik          | oficer służby stałej |                                 | Charków     |
| Niemczycki Eugeniusz          | kapitan adm. (art.)   | oficer służby stałej |                                 | Charków     |
| Peszkowski Edward             | podpułkownik          | oficer służby stałej |                                 | Charków     |
| Schwarzenberg-Czerny Bolesław | pułkownik dyplomowany | oficer służby stałej |                                 | Charków     |

## Odtworzenie dywizji w ramach Armii Krajowej
W wyniku przeprowadzania akcji odtwarzania przedwojennych jednostek wojskowych w 1944 r. powstała 24 Dywizja Piechoty AK „Rzeszowska” w składzie 17 pułku piechoty (Okręg Kraków, Podokręg Rzeszów).